# Ivànovka (Komi)
Ivànovka - Ивановка (rus) - és un poble a la República de Komi, a Rússia, segons el cens del 2010 tenia 29 habitants.